# 三菱重工業高砂研究所
三菱重工業高砂研究所（みつびしじゅうこうぎょうたかさごけんきゅうじょ）とは、兵庫県高砂市内にある三菱重工業の主力研究所である。

## 概要
神戸造船所の研究施設から独立。元々は材料試験や流体科学、原子力を中心に扱っていた。神戸造船所が造船のほか原子力機器を、高砂製作所が発電施設、大型原動機などの回転機器を主に製作しており、現在はその分野の研究も扱う。
- ジェットエンジン、タービンなど回転機器に関する技術
- 原子力プラントに関する技術、プラント制御技術
- 交通システム技術
- 材料評価技術

## 沿革
- 1908年（明治41年）- 神戸造船所内に化学分析チーム発足。
- 1939年（昭和14年）- 神戸造船所内の研究課となる。流体力学、材料試験場を併設。
- 1961年（昭和36年）- 明石地区に移転。
- 1964年（昭和39年）- 神戸造船所から独立。本社直属神戸研究所となる。
- 1972年（昭和47年）- 茨城県東海村に東海試験場を設置。
- 1974年（昭和49年）- 高砂研究所に改名。
- 1990年（平成2年）- 東海試験場をニュークリア・デベロップメント株式会社として分離。

## データ
- 従業員 - 約380名
- 敷地面積は36ha（甲子園球場の約9倍）

## 住所
- 兵庫県高砂市荒井町新浜2-1-1

## アクセス
- 山陽電鉄高砂駅から車で5分
- 山陽電鉄荒井駅から徒歩で25分
- JR西日本加古川駅から車で20分